# Filmmaster Television
FilmMaster Television è una società di produzione televisiva italiana.

## Storia
FilmMaster Television nasce nel 2006 dalla fusione delle attività televisive di FilmMaster Group e Cinecittà spa.
Dal 1º gennaio 2008 produce e gestisce tutti i contenuti del canale tematico Roma Channel, curando sia il live delle partite e degli allenamenti che le news giornaliere.
Nel 2009 ha gestito il play-out di tutti i canali Dahlia TV possedendo il 7% del capitale sociale della pay tv.
Nel dicembre 2009, Italian Entertainment Group (ovvero la holding che gestisce Cinecittà, partecipata da Luigi Abete, Diego e Andrea Della Valle, Aurelio De Laurentiis e dalla famiglia Haggiag), converte il prestito obbligazionario di 4 milioni di euro sottoscritto due anni prima nel 2008 e acquisisce il 40% del capitale di Filmmaster Television da Filmmaster Group, nel contempo Filmmaster Group acquisisce il 4% nel capitale di Italian Entertainment Group.

## Programmi prodotti
- Intrattenimento
  - CD:Live (2006)
  - Alta tensione (2006-2008)
  - Buona la prima! (2007-2009)
  - Ale e Franz Sketch Show (2010)
- Fiction
  - La moglie cinese (2006)
  - Ovunque tu sia (2008)
  - Nel nome del male (2009)